# Masateru Akita
Masateru Akita (japanisch 秋田 政輝 Akita Masateru; * 25. September 1982 in der Präfektur Chiba) ist ein ehemaliger japanischer Fußballspieler.

## Karriere
Akita erlernte das Fußballspielen in der Schulmannschaft der Funabashi High School und der Universitätsmannschaft der Universität Tsukuba. Seinen ersten Vertrag unterschrieb er 2005 bei Mito HollyHock. Der Verein spielte in der zweithöchsten Liga des Landes, der J2 League. Für den Verein absolvierte er 36 Ligaspiele.